# Caligula's Horse
Caligula's Horse é uma banda australiana de metal progressivo de Brisbane, Queensland. A banda foi formada pelo guitarrista Sam Vallen e o vocalista Jim Grey no início de 2011. A formação atual é composta por Jim, Sam, o baixista Dale Prinsse e o baterista Josh Griffin. O Caligula's Horse alcançou seu primeiro sucesso nas paradas com o lançamento do álbum Bloom em 2015, alcançando a posição 16 na parada australiana de álbuns ARIA e a posição 75 na parada geral de álbuns. O álbum também alcançou a posição 73 na parada australiana do iTunes em 21 de outubro de 2015.
O primeiro álbum deles, Moments from Ephemeral City (2011), e um EP lançado logo depois, Colossus (2011), foram lançados de forma independente antes deles assinarem com a Welkin Records e lançarem seu segundo álbum, The Tide, the Thief &amp; River's End (2013). A banda então assinou com a Inside Out Music para o lançamento de seu terceiro álbum, Bloom (2015), seu quarto álbum In Contact (2017), e seu quinto álbum Rise Radiant (2020). Seu álbum mais recente, Charcoal Grace, foi lançado em 26 de janeiro de 2024.

## História

### Formação,Moments from Ephemeral CityeColossus(2011)
No início de 2011, o Caligula's Horse foi formado por Sam Vallen e Jim Grey. A nome da banda ("Cavalo do Calígula", ou seja, Incitatus) foi dado por Jim, que estudava história antiga e línguas clássicas na universidade. Inicialmente, o Caligula's Horse consistia apenas de Jim nos vocais e Sam tocando vários instrumentos. Seu álbum de estreia Moments from Ephemeral City foi lançado de forma independente em 2 de abril de 2011. Sam é creditado pela composição, guitarras, produção, engenharia de áudio, mixagem e masterização. A banda inicialmente não conseguiu decidir se continuaria ou não, mas após as reações online para o lançamento, decidiram que deveriam expandir sua formação para shows ao vivo. Contrataram então Zac Greensill, Geoff Irish e Dave Couper. Para apresentar esta nova configuração um EP de duas faixas chamado Colossus foi lançado em setembro de 2011.

### The Tide, the Thief & River's End(2012–2014)
Em meados de 2012, a banda entrou em estúdio para iniciar os trabalhos em seu próximo álbum. O segundo trabalho de estúdio, The Tide, the Thief &amp; River's End, foi lançado em 13 de outubro de 2013 pela Welkin Records. Trata-se de um álbum conceitual com cada faixa listada em ordem cronológica para contar uma história que se refere à revolta de rebeldes, chamada "The Tide", dentro da cidade de "River's End", e uma jornada de pessoas oprimidas encontrando um refúgio seguro que tem semelhanças infelizes entre a cidade velha e a nova. O Ladrão ("the Thief") é o único personagem que permanece na história do início ao fim.
A banda entrou numa intensa agenda de turnês pela Austrália após o lançamento do álbum e se tornou conhecida por seus enérgicos shows ao vivo e sua presença de palco. A banda fez parte do Progfest Sydney 2013 e do Progfest Melbourne 2014. Excursionaram com as bandas Opeth, Mastodon, The Dillinger Escape Plan, Protest the Hero, The Ocean, Firewind, Twelve Foot Ninja e Ne Obliviscaris.

### Bloom(2015–2016)
Após seu segundo álbum, eles ganharam o interesse da gravadora Inside Out Music e assinaram contrato para lançar seu terceiro álbum com deles. Antes do lançamento do álbum, a banda fez uma turnê pela Austrália com o Tesseract e tocou uma mistura de músicas favoritas do público e algumas ainda não lançadas. Seu terceiro álbum, Bloom, foi lançado em 16 de outubro de 2015 e em sua semana de estreia nas paradas da ARIA alcançou a posição 16 na parada de bandas australianas e 75 na parada geral. Alcançou a posição 73 nas paradas australianas do iTunes em sua primeira semana. A capa do álbum foi desenhada por Chris Stevenson-Mangos, que tinha como objetivo criar "algo colorido e vibrante, um tanto circular no design (sem bordas duras), mas talvez sugerindo vitrais e mostrando muitas imagens da natureza".
Um videoclipe foi lançado para "Firelight", deste álbum.
O Caligula's Horse iniciou sua primeira turnê europeia com o Shining em outubro e novembro de 2015.
Sam Vallen e Zac Greensill foram indicados na votação dos leitores da Total Guitar para melhor guitarrista de rock progressivo de 2015.
Em 30 de maio de 2016, foi anunciado que Geoff Irish havia deixado a banda. Em 10 de agosto de 2016, Josh Griffin foi anunciado como seu substituto. Em 28 de janeiro de 2017, o guitarrista rítmico Zac Greensill anunciou sua saída para se concentrar em seu projeto paralelo, Opus of a Machine. Ele foi substituído por Adrian Goleby, que tocou baixo no Arcane, a primeira banda de Jim Grey.

### In Contact(2017–2019)
Em 15 de setembro de 2017, a banda lançou In Contact, o primeiro álbum com Adrian Goleby e Josh Griffin. In Contact recebeu uma crítica positiva no Angry Metal Guy.
Em 10 de dezembro de 2018, Dave Couper anunciou sua saída da banda, principalmente por motivos de saúde e financeiros, além de outras aspirações musicais. Em 5 de março de 2019, Dale Prinsse foi anunciado como o novo baixista. Ele já havia trabalhado com a banda antes na mixagem e produção de seus álbuns, e por tocar baixo no Opus of a Machine.

### Rise Radiant(2020–2023)
Em 22 de maio de 2020, a banda lançou seu quinto álbum Rise Radiant .
Em 6 de julho de 2021, a saída de Adrian Goleby foi anunciada, por ele querer "viajar para o próximo estágio de [sua] experiência de vida". A banda  não o substituiu e seguiu como um quarteto.
Em abril e maio de 2022, Zac tocou com banda como músico convidado durante sua turnê australiana de divulgação do Rise Radiant, que havia sido adiada até então devido à pandemia de COVID-19 .

### Charcoal Grace(2023–atualmente)
Em 10 de novembro de 2023, a banda lançou um single intitulado "Golem" e anunciou que seu sexto álbum de estúdio, Charcoal Grace, seria lançado em 26 de janeiro de 2024. Em 7 de dezembro, a banda revelou o segundo single "The World Breathes with Me". Em 11 de janeiro de 2024, duas semanas antes do lançamento do álbum, veio o terceiro single "The Stormchaser" junto com um videoclipe.

## Estilo musical e influências
O som da banda foi descrita como rock progressivo e metal progressivo.
O guitarrista solo e compositor Sam Vallen cita Steely Dan como uma influência, frequentemente usando os acordes add2 ou "mu" característicos da banda estadunidense para suas composições.

## Membros da banda
Membros atuais
- Jim Grey – vocais (2011–presente)
- Sam Vallen – guitarra solo (2011–presente); guitarra base (2011, 2021–atualmente)
- Josh Griffin – bateria (2016–atualmente)
- Dale Prinsse – baixo (2019-atualmente)

Membros anteriores
- Geoff Irish – bateria (2011–2016)
- Zac Greensill – guitarra base, vocais de apoio (2011–2017; convidado na turnê do início de 2022)
- Dave Couper – baixo, vocais de apoio (2011–2018)
- Adrian Goleby – guitarra base (2017–2021)

## Discografia

### Álbuns de estúdio
| Título                                | Detalhes | Maiores colocações nas paradas | Maiores colocações nas paradas | Maiores colocações nas paradas |
| Título                                | Detalhes | AUS                            | ALE                            | SUI                            |
| ------------------------------------- | --- | ------------------------------ | ------------------------------ | ------------------------------ |
| Moments from Ephemeral City           | - Lançado: 2 de abril de 2011 - Gravadora: Independente - Formato: CD, download digital                         | —                              | —                              | —                              |
| The Tide, the Thief &amp; River's End | - Lançado: 4 de outubro de 2013 - Gravadora: Welkin (WELKIN003) - Formato: CD, download digital                 | —                              | —                              | —                              |
| Bloom                                 | - Lançado: 16 de outubro de 2015 - Gravadora: InsideOut Music (IOMLP 434) - Formato: CD, download digital, LP   | —                              | —                              | —                              |
| In Contact                            | - Lançado: 15 de setembro de 2017 - Gravadora: Inside Out Music (IOMLP 488) - Formato: CD, download digital, LP | 50                             | —                              | —                              |
| Rise Radiant                          | - Lançado: 20 de maio de 2020 - Gravadora: Inside Out Music (IOMLP 547) - Formato: CD, download digital, LP     | 23                             | 43                             | 25                             |
| Charcoal Grace                        | - Lançado: 26 de janeiro de 2024 - Gravadora: Inside Out Music - Formato: CD, download digital, LP              | —                              | —                              | 39                             |

### EPs
| Título   | Detalhes                                                                  |
| -------- | ------------------------------------------------------------------------- |
| Colossus | - Lançado: 2011 - Gravadora: Independente - Formato: CD, download digital |

## Prêmios

### Queensland Music Awards
| Ano  | Recipiente | Categoria            | Resultado |
| ---- | ---------- | -------------------- | --------- |
| 2016 | "Marigold" | Canção Pesada do Ano | Venceu    |